# Guiscard
Guiscard is een gemeente in het Franse departement Oise (regio Hauts-de-France). De plaats maakt deel uit van het arrondissement Compiègne en was tot en met 2014 de hoofdplaats van het kanton Guiscard. Guiscard telde op 1 januari 2022 1.763 inwoners.

## Geografie
De oppervlakte van Guiscard bedroeg op 1 januari 2022 20,49 vierkante kilometer; de bevolkingsdichtheid was toen 86 inwoners per km².

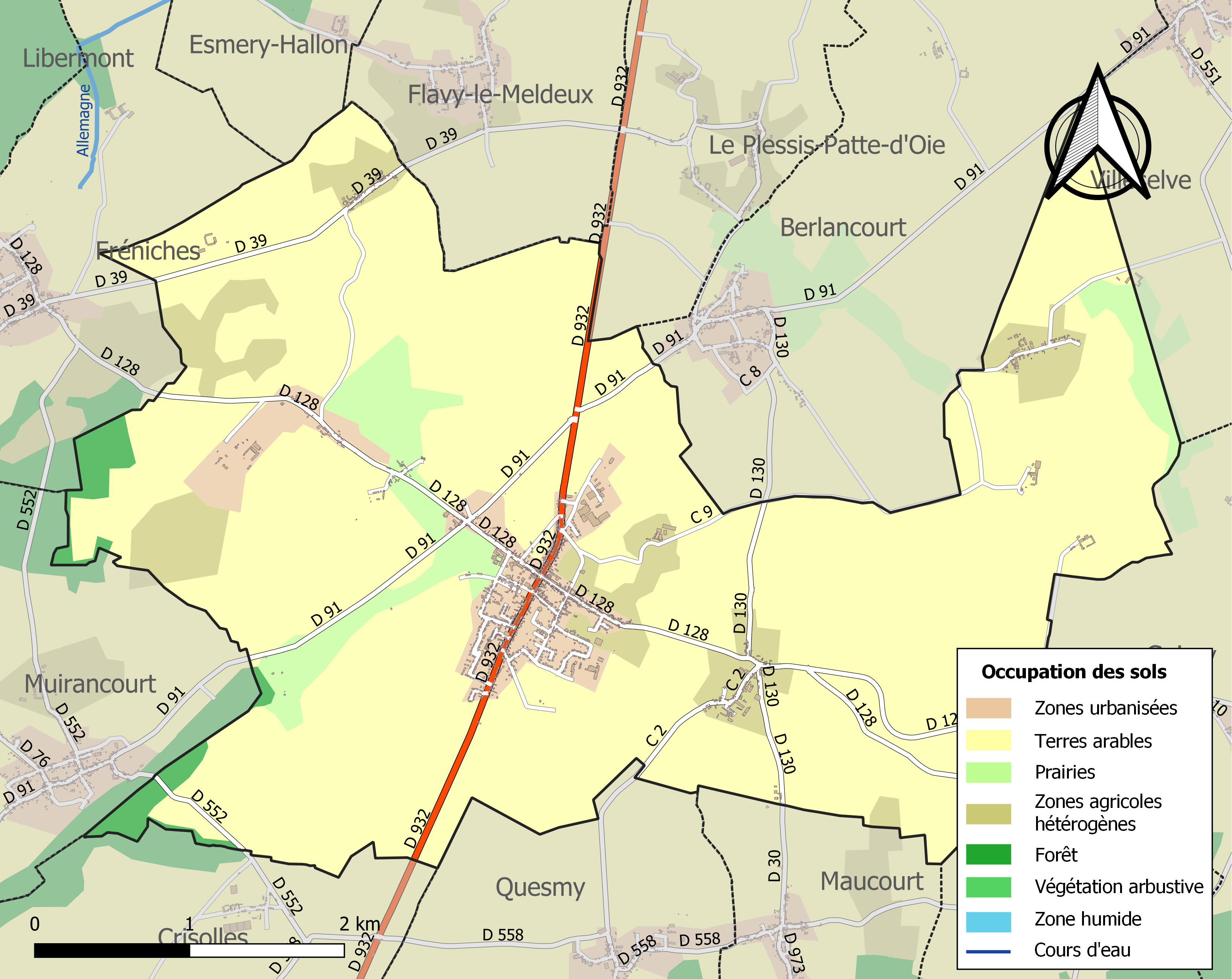
Kaart van de gemeente met belangrijkste infrastructuur, bodemgebruik en omliggende gemeenten

## Demografie
Onderstaande figuur toont het verloop van het inwonertal (bron: INSEE-tellingen).